# Osmotische Konzentration
Die osmotische Konzentration cosm (veraltet Osmolarität) gibt die Stoffmengenkonzentration (veraltet Molarität) der osmotisch aktiven Teilchen einer Lösung an.
{\displaystyle c_{\mathrm {osm} }={\frac {n_{\mathrm {osm} }}{V_{\text{Lösung}}}}}
Im Fall einer Lösung, deren Volumen annähernd dem Volumen ihres Lösungsmittels entspricht, lässt sich die osmotische Konzentration durch Multiplikation mit der Massendichte des Wassers aus der Osmolalität bosm errechnen:
{\displaystyle b_{\mathrm {osm} }\cdot \rho _{{\text{H}}_{2}{\text{O}}}={\frac {n_{\mathrm {osm} }}{m_{\text{Lösungsmittel}}}}\cdot \rho _{{\text{H}}_{2}{\text{O}}}={\frac {n_{\mathrm {osm} }}{V_{\text{Lösungsmittel}}}}\approx c_{\mathrm {osm} }}
Die Maßeinheit der osmotischen Konzentration ist osmol/m³, in der klinischen Chemie schreibt man stattdessen mosmol/l. Üblicherweise wird in der Medizin allerdings die Osmolalität verwendet, z. B. in mosmol/kg.

## Bedeutung
Besitzt eine Lösung eine höhere osmotische Konzentration als eine Vergleichslösung, so wird sie als hyperosmolar bezeichnet, im gegenteiligen Fall als hypoosmolar. Wenn Lösungen durch eine Membran getrennt sind, die nur für das Lösungsmittel permeabel ist (semipermeable Membran), wandert dieses vom Ort der niedrigeren osmotischen Konzentration zum Ort der höheren osmotischen Konzentration. In älterer Literatur wird deshalb auch vom „osmotischen Wert oder Saugwert der Lösung“ gesprochen.
Der osmotische Druck, der die Triebkraft für die Bewegung des Lösungsmittels quantifiziert, ist proportional zur Osmolarität:
{\displaystyle \Pi =R\cdot T\cdot c_{\mathrm {osm} }}

## Erklärung
Größe oder Art der Teilchen spielen für den osmotischen Druck keine Rolle, da es sich nicht um ein chemisches, sondern um ein physikalisches Phänomen handelt. Einzig die Zahl der Teilchen (gelöste Atome und Ionen, aber auch Moleküle wie Zucker, Proteine, Ethanol) ist entscheidend, daher ist der osmotische Druck eine kolligative Eigenschaft.

## Messung
Im Labor wird die osmotische Konzentration mit einem Osmometer bestimmt. Als Messprinzip dient die Messung der Gefrierpunktserniedrigung (Kryoskopie), da die Anzahl der in einem Lösungsmittel gelösten Teilchen den Gefrierpunkt der Lösung senkt (bzw. den Siedepunkt erhöht). (Dieses Prinzip wird auch im Winter mittels Salzstreuung verwendet.)
Alternativ kann die osmotische Konzentration auch über die Druckdifferenz zwischen zwei Kammern bestimmt werden, die durch eine semipermeable Membran voneinander getrennt sind. Eine Kammer wird dabei mit einer definierten Vergleichslösung gefüllt, die andere mit der zu untersuchenden Lösung. Da die Teilchen die Membran nicht durchdringen können, muss das Lösungsmittel so lange in die Kammer der höheren Konzentration diffundieren, bis der dadurch entstehende hydrostatische Druck den osmotischen Druck ausgeglichen hat. Der gestiegene Flüssigkeitsstand kann einfach gemessen werden.

## Unterschied zur Molarität
Der Unterschied zwischen Molarität und osmotischer Konzentration kann an einem Beispiel verdeutlicht werden:
- Molarität: Eine 100 millimolare Natriumchlorid-Lösung enthält 0,1 Mol NaCl pro Liter (c = 0,1 mol/l = 100 mmol/l).
- Osmotische Konzentration: In der Lösung dissoziiert das Kochsalz in die Ionen Na+ und Cl−, sodass 0,2 Mol osmotisch aktive Teilchen gelöst sind (cosm = 0,2 osmol/l = 200 mosmol/l). Die tatsächliche osmotische Konzentration ist etwas geringer, da nicht alle Teilchen dissoziieren und die Löslichkeit temperaturabhängig ist.